# Automeris handschugi
Automeris handschugi é uma espécie de mariposa do gênero Automeris, da família Saturniidae.
Sua ocorrência foi registrada em 2017 na Colômbia pelo dr. Ronald Brechlin, no departamento de Boyacá, Município Togui, Vereda Jupa, a 2.080 m de altitude.